# George Nevill (5. baron Bergavenny)
George Nevill KG (ur. ok. 1469 w Abergavenny w hrabstwie Monmouthshire, zm. 28 września 1535) – angielski arystokrata, syn George’a Nevilla, 4. barona Bergavenny, i Margaret Fenne, córki sir Hugh Fenne'a.
Po śmierci ojca w 1492 został 5. baronem Bergavenny. 17 czerwca 1497 r. brał udział w bitwie pod Blackheat podczas powstania w Kornwalii. Później został konstablem zamku Dover. W 1509 r. uczestniczył w koronacji króla Henryka VIII. 18 grudnia 1512 r. Henryk podarował Bergavennyemu zamek i ziemie Abergavenny. 23 kwietnia 1513 r. Bergavenny został kawalerem Orderu Podwiązki. W 1516 r. został członkiem Tajnej Rady. Od 1515 r. był zarządcą lasu Ashdown. W latach 1521–1522 był więziony, gdyż podejrzewano go o udział w spisku jaki zawiązał jego teść, książę Buckingham. Później odzyskał łaski królewskie. W 1533 r. uczestniczył w koronacji Anny Boleyn. W 1534 otrzymał godność lorda strażnika Pięciu Portów, ale do formalnej inwestytury nie doszło, gdyż Bergavenny zrezygnował z tego tytułu. Zmarł w 1535 r. Został pochowany przed 24 stycznia 1536 w Birling w hrabstwie Kent.
Bergavenny był czterokrotnie żonaty. Po raz pierwszy ożenił się przed 1494 r. z Joan FitzAlan, córką Thomasa FitzAlana, 17. hrabiego Arundel, i Margaret Woodville, córki 1. hrabiego Rivers. George i Joan mieli razem jedną córkę:
- Elizabeth Neville (ur. ok. 1495), żona Henry’ego Daubneya, 1. hrabiego Bridgewater, nie miała dzieci

Drugą żoną Bergavennyego została przed 21 grudnia 1495 r. Margaret Brent (przed 1485 – po 3 sierpnia 1516), córkę Williama Brenta i Anne Rosmoderes, córki Williama Rosmoderesa. Małżonkowie nie mieli razem dzieci.
Ok. czerwca 1519 r. poślubił lady Mary Stafford, córki Edwarda Stafforda, 3. księcia Buckingham, i Alianore Percy, córki 4. hrabiego Northumberland. George miał z nią trzech synów i sześć córek:
- Dorothy Nevill (zm. 22 września 1559), żona Williama Brooke’a, 10. barona Cobham, miała dzieci
- John Nevill, zmarł młodo
- Thomas Nevill
- Catherine Nevill, żona Johna St. Legera, nie miała dzieci
- Margaret Nevill, żona Johna Cheneya, nie miała dzieci
- Joan Nevill, żona sir Henry’ego Pole'a, nie miała dzieci
- Ursula Nevill, żona Wenhama St. Legera, nie miała dzieci
- Mary Nevill (1524 – 1576), żona Thomasa Fiennesa, 9. barona Dacre, miała dzieci
- Henry Nevill (ok. 1527 – 10 lutego 1587), 6. baron Bergavenny

Czwartą żoną Bergavennyego była Mary Brooke (przed 1504 – po 1535). Małżeństwo to nie doczekało się potomstwa.